# Palle Petersen (forfatter)
 For alternative betydninger, se Palle Petersen. (Se også artikler, som begynder med Palle Petersen)
Palle Petersen (født 18. august 1943) er dansk forfatter. Han har udgivet 120 bøger, inden for næsten alle genrer.
Opvokset på Nørrebro i København og uddannet som lærer i 1968 fra Blaagaard Seminarium. Bosat i Grønland fra 1968-71 og har et hus i bygden Saqqaq, 120 km. nord for Ilulissat (Jacobshavn).

## Forfatterskab og virke
Hans første bog var "Miki - En grønlandsk slædehund" 1971 - den handler om hans egne hunde, kom i 20.000 eks. og i fem lande. Siden 1975 har han levet som forfatter.
Petersen har skrevet en lang række børnebøger, især omkring Grønland og børn i ulande, desuden flere serier af historiske bøger til undervisning og seks historiske romaner for voksne. Sidst: "Fandens Heks", "Christian den 4. i krig og kærlighed" og "Bødlens Lille Helvede", som trykte bøger og e-bøger 2013-14
Han har rejst over hele verden for Danida, Unicef, Mellemfolkeligt Samvirke, og DR - har lavet henved 100 radiousendelser til DR.
Har inden for de sidste fire år rejst i Grønland, Cuba, Nepal, Malaysia, Indien, Sri Lanka og Myanmar - bøger og radioudsendelser for DR P1 derfra. Arbejder en del af året på Tenerife - og er Grønland, hvorfra han har skrevet 20 bøger.